# Marc Bauer
Marc Bauer (Genève, 28 mei 1975) is een Zwitsers hedendaags kunstenaar, voornamelijk bekend van zijn tekeningen.

## Levensloop
Bauer studeerde aan de École supérieure d’art visuel (het tegenwoordige HEAD) in Genève en aan de Rijksakademie van beeldende kunsten, in Amsterdam en woont en werkt in Berlijn en Zürich. Het werk van Bauer was te zien in meerdere solo-tentoonstellingen in bekende musea zoals het Museum Folkwang in Essen, het Kunstmuseum St. Gallen, het Centre Culturel Suisse in Parijs, de Frac Auvergne in Clermont-Ferrand en het Stedelijk Museum Bureau Amsterdam. Ook was zijn werk te zien in vele groep shows waaronder die in het Centre Georges Pompidou, het Migros Museum für Gegenwartskunst in Zürich en in het Aargauer Kunsthaus.
Marc Bauer is permanent aangesteld docent aan de Zürcher Hochschule der Künste (ZHdK).

## Werk

### Stijl en techniek
Bauer werkt bijna uitsluitend in zwart-wit of grijstonen, zijn werken hebben een sobere esthetiek die doet denken aan oude foto’s of archiefmateriaal. De schaal van de werken wisselt sterk, van kleine werken op een enkel stuk papier tot grootschalige werken op meerdere aan elkaar sluitende vellen papier, tot uitvergrotingen van een kleiner werk tot een metersgrote digitale druk. Ook muurtekeningen van kleine tot grote schaal behoren tot het werk van Bauer. Andere media van Bauer zijn porseleinen vazen of andere geglazuurd aardewerken objecten, maar ook op gecoate Dibond-aluminium panelen of plexiglazen platen. Bauers werken bestaan vaak uit een serie van meerdere tekeningen en zijn exposities worden gezien als site-specific installaties die in expositieruimtes als grote composities werken. De installaties bestaan vaak uit grote symmetrische lijnen of vlakken van kleinere tekeningen die, niet ingelijst, op de muur gespijkerd zijn. Deze werken hebben vaak een tekstuele begeleiding, Bauer kopieert teksten met de hand van filosofen of schrijvers die hij relevant acht of hij schrijft zijn eigen teksten die de tekeningen begeleiden. Vaak worden deze series van tekeningen op hun beurt weer begeleid door grote (tijdelijke) muurtekeningen, digitale drukken en andere beelden of objecten gemaakt door Bauer die de tentoonstelling soms een illusionistische element geven.

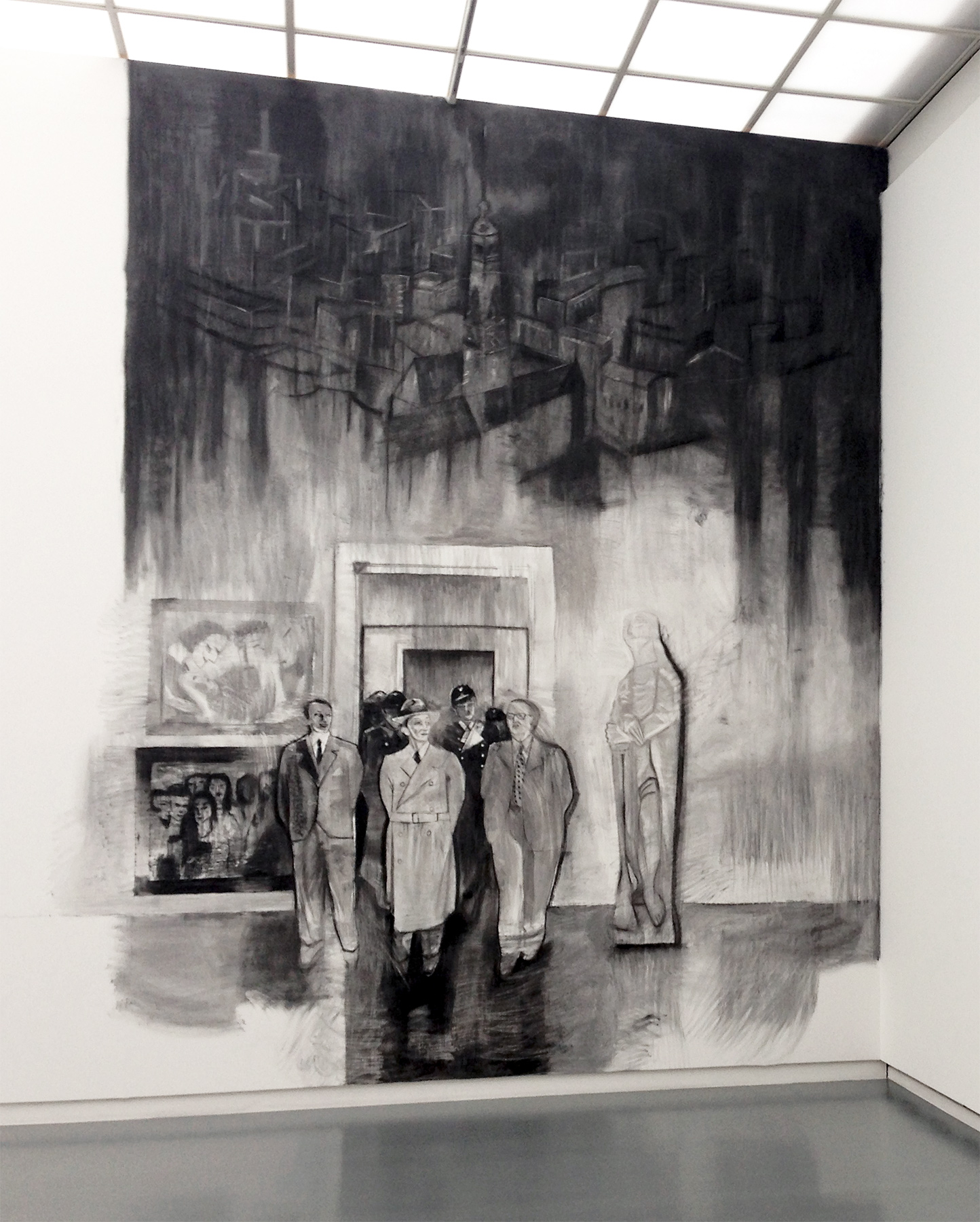
Bauers muurtekening die onderdeel was van het werk Sphinx, 1931, 1935/46, 2014. Houtskool op muur.

Bauers installaties bevatten regelmatig tekeningen uit eerdere series, dit soort ‘recycling’ leidt tot een doorlopende her-contextualisering van werk en wordt gebruikt door Bauer om zijn langlopende thema’s te onderstrepen en in een nieuw daglicht te stellen. Een goed voorbeeld hiervan is Bauers voortdurende (en mogelijk zelfs anachronistische) verkenning van het thema van fascisme, het meest recent bekeken vanuit het perspectief van de zaak Gurlitt en de Nazi's "Entartete Kunst"-campagne. 
De werken van Bauer zijn visueel meestal donker van toon en de contouren vaak vervaagd en onduidelijk. Dit laatste verklaart Bauer door het gebruik van een harde dunne gum. Bauer gebruikt deze gum om lijnen, van potlood of lithografische krijt, weg te wrijven en uit te smeren, om een gevoel van diepte te bereiken. Dit vervaagde effect geeft de tekeningen van Bauer hun kenmerkende en herkenbare stijl, ook ondermijnt Bauer hiermee de het concept van de lijn als bepalend element in de tekenkunst. In sommige werken –met name in de landschappen en tekeningen van verlaten bioscopen en zwembaden– krijgen de tekeningen door een compacte toepassing van grafiet of lithografisch krijt, op het eerste gezicht een bijna olieverf-achtige structuur. Dit effect heeft ook geresulteerd in de techniek die Bauer gebruikt voor zijn animatiefilm The Architect, waarbij het schilderen met olieverf op plexiglas wordt vastgelegd in duizenden stop-motion-beelden. Zo is de techniek op zich een verhalend element geworden dat de film vooruit stuwt.
De vervaagde lijn die ontstaat door herhaaldelijk wissen en weer aanbrengen van grafiet, bootst het proces van herinneren en vergeten na dat de kern is van Bauers artistieke streven en dat wordt samengevat in zijn statement: "in order to remember, you need to forget first" (om te herinneren is het nodig om eerst te vergeten). In het vervagen van de contourlijnen weerklinken oude technieken die traditioneel met schilderen worden geassocieerd, zoals de sfumato techniek. Bauer gaat hiermee het eeuwenoude kunsthistorische debat aan over de mogelijkheden van het door hem gekozen medium. Betwist is hier echter niet per se de schilderkunst maar de vermeende scherpte, objectiviteit en overheersing van het fotografische beeld

### Thema's
Terugkerende onderwerpen in Bauers werk zijn geschiedenis en herinnering –de persoonlijke en collectieve– die hij voorstelt als nauw met elkaar verweven. Enkele van zijn vroegste werken op papier voeren terug naar vroege jeugdherinneringen en kiekjes uit familiealbums met afbeeldingen van familieleden (zoals in de “A Viso Aperto” serie uit 2007 uit het kunstenaarsboek History of Masculinity). Naast de familieleden figureren historische personages als Mussolini, Hitler en Pinochet. Door deze juxtapositie worden familierelaties vergeleken met machtsverhoudingen die spelen onder de bevolking in een fascistisch regime.
In de loop der tijd is Bauers onderzoek naar geschiedenis en geschiedschrijving ontwikkeld van, in de eerste plaats, persoonlijk (zoals in “A viso aperto”) naar veelomvattender maatschappelijke en politieke onderwerpen (zoals bijvoorbeeld in Monument, Roman-Odessa and The will of desire), hiervoor doet hij in toenemend mate uitgebreid archiefonderzoek naar zijn beoogde onderwerpen. Bijvoorbeeld voor zijn werk in de groepsexpositie, Sacré 101 – An Exhibition Based on "The Rite of Spring", heeft Bauer de archieven van de Ballets Russes onderzocht om een eigen indruk te krijgen van de danser Vaslav Nijinsky, zijn leven en zijn lijden onder schizofrenie. Voor een expositie in het Aargauer Kunsthaus in 2014 heeft Bauer de link onderzocht tussen de schilder Karl Ballmer en de kunsthandelaar Hildebrand Gurlitt, onder andere in de archieven van de Karl Ballmer Stichting, en een lijn getrokken naar de schenking van het Gurlitt legaat aan de Kunstmuseum van Bern. In beide gevallen heeft het gebruik van het archief, normaal gesproken een ijkpunt van objectiviteit, geleid tot een zeer subjectief perspectief op zijn onderwerp.
Dit subjectieve zicht op historische onderwerpen wordt ook bereikt door Bauers regelmatige gebruik van fictieve personages die een serie van tekeningen van een verhalende structuur voorzien. Deze personages zijn vaak tiener jongens of jonge mannen (zoals in In the Past, Only, Le Quartier, Quimper en in The Architect), in wiens handelingen een latent geweld of onderdrukte (vaak homo-erotische) begeerte te zien is. Het verhalende element in Bauers werk wordt verder gesterkt door zijn herhaaldelijk toe-eigenen en bewerken van bekende films, met name de herkenbare zwart-witbeelden van de stomme film (Pantserkruiser Potjomkin in Monument, Roman-Odessa of Nosferatu in The Architect), maar ook meer recente films als Planet of the Apes of La Jetée van Chris Marker, in Fragments of 29 Minutes, 1963. In zijn gebruik van dergelijke bronnen selecteert Bauer gewoonlijk de belangrijkste beelden en bewerkt ze tot grafische stills. De zo ontstane series van tekening, vaak gehangen in een elliptische volgorde,  gebruiken ook filmische editing effecten die de toeschouwer dwingen het verhaal in gedachte aaneen te voegen terwijl ook het collectieve bewustzijn wordt aangeboord, in een proces dat “de manier verkent  waarop popcultuur zijn mythes en symbolen construeert”.

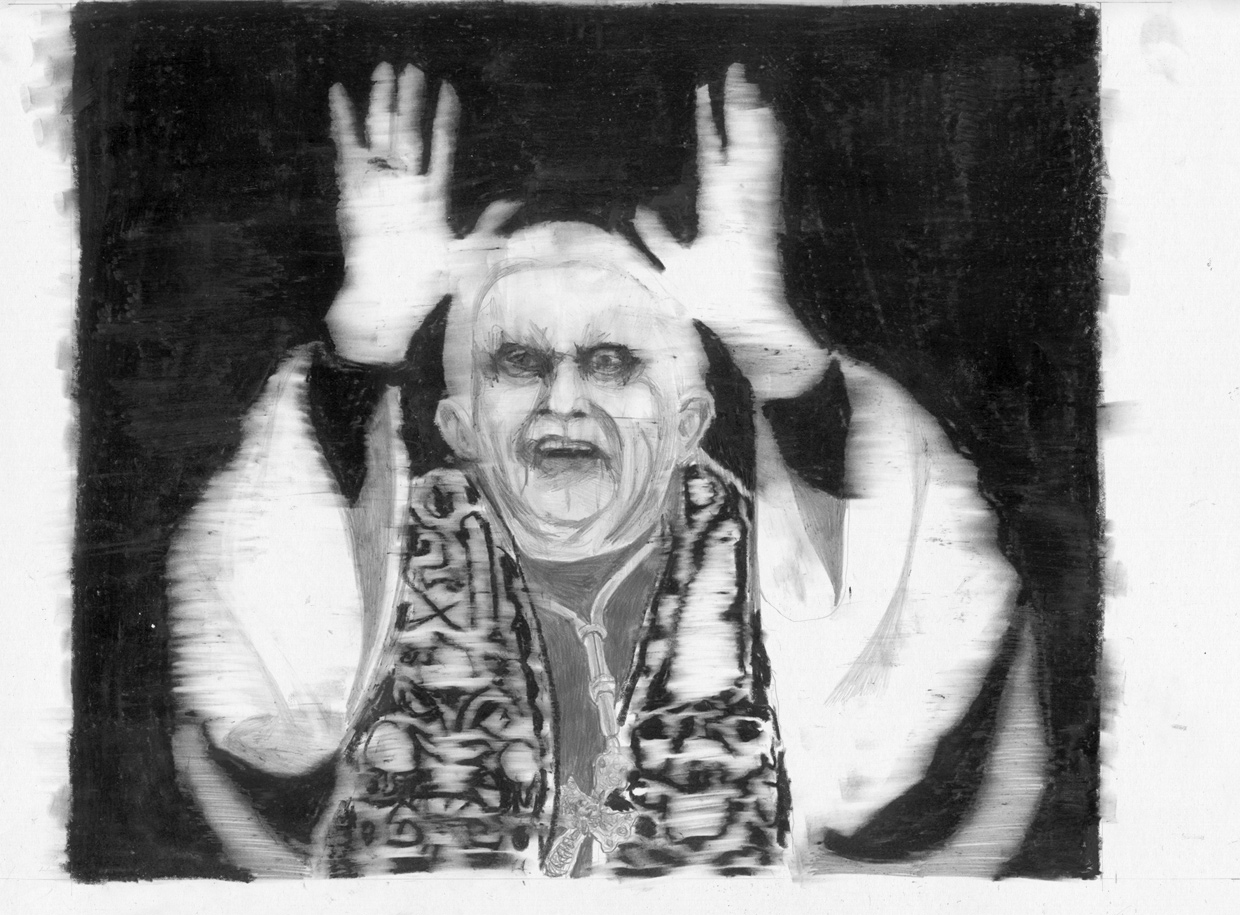
Pope, potlood op papier. 32 x 45 cm, 2007. Tekening door Marc Bauer.

Een vergelijkbaar effect wordt bereikt door Bauers praktijk van het selecteren van beelden van historische foto's. Deze kunnen variëren van intieme portretten (Martin Heidegger in het werk Die Grosse Erwartungen von MH), tot school-foto-achtige groepsportretten, en beelden van beroemde historische figuren, zoals paus Benedictus XVI of Goebbels. Deze portrettekeningen vragen bijna altijd aandacht voor het feit dat ze zijn afgeleid van foto's en dat de sitters er zich bewust van zijn te worden geportretteerd. Er kan gezegd worden dat Bauer niet alleen verwijst naar een specifieke foto, maar ook naar het medium fotografie om momenten in tijd vast te leggen. Gevolg is dat de sfeer van Bauers tekeningen vaak een karakteristiek gevoel van kalmte overbrengen (zelfs wanneer de figuren zijn afgebeeld in beweging). Dit onderzoek naar het vastleggen van de tijd wordt weerspiegeld in zijn terugkerende interesse en afbeelden van stillevens. Door het gebruik van potlood en papier, waardoor elk werk het resultaat is van een zeer langzaam proces, een continue wisselwerking tussen oog, hoofd en hand, creëert Bauer beelden die in vele opzichten “stiller” zijn dan de foto’s waarop ze zijn gebaseerd of als ze geschoten zouden zijn met een camera.

## Tentoonstellingen (selectie)
Solo
- 2014 Der Sammler, Museum Folkwang, Essen
- 2014 In the past, only, Le Quartier, Quimper
- 2014 Cinerama, Frac Auvergne, Clermont-Ferrand
- 2013 The Astronaut, Freymond-Guth Fine Arts, Zürich
- 2013 Le Collectionneur, Centre Culturel Suisse, Parijs
- 2012 Pleins Pouvoirs, septembre, La Station, Nice
- 2012 Le ravissement mais l'aube, déjà, Musée d'art de Pully, met Sara Masüger, Lausanne
- 2012 Nature as Territory, Kunsthaus Baselland, Muttenz/Basel
- 2011 Totstell-Reflexe, gedeeltelijk met Christine Abbt, Kunstmuseum St. Gallen, St. Gallen
- 2010 Premier conte sur le pouvoir, MAMCO, Genève
- 2009 LAQUE, FRAC Auvergne, Clermont-Ferrand
- 2007 History of Masculinity, attitudes, Genève
- 2006 Geschichte der Männlichkeit III, o.T. Raum für aktuelle Kunst, Luzern
- 2005 Overthrowing the King in His Own Mind, met Shahryar Nashat en Alexia Walther, Kunstmuseum Solothurn, Solothurn
- 2004 Tautology, Stedelijk Museum Bureau, Amsterdam
- 2004 Happier Healthier, Store Gallery, Londen
- 2001 Archeology, attitudes, Genève
- 2000 Swiss Room, Art-Magazin, Zürich

Groep
- 2014 Docking Station, Aargauer Kunsthaus, Aarau
- 2014 Liverpool Biennial, gecureerd door Mai Abu ElDahab en Anthony Huberman
- 2014 Sacré 101 – An Exhibition Based on "The Rite of Spring", Migros Museum für Gegenwartskunst, Zürich. gecureerd door Raphael Gygax
- 2013 Donation Florence et Daniel Guerlain, Centre Pompidou, Parijs
- 2013 Les Pléiades - 30 ans des FRAC, Les Abattoirs, Toulouse
- 2012 Reality Manifestos, or Can Dialectics Break Bricks?, Kunsthalle Exnergasse, Wenen
- 2011 Le réel est inadmissible, d’ailleurs il n’existe pas, Centre d’Art du Hangar à Bananes, Nantes
- 2011 The Beirut Experience, Beirut Art Center, Beiroet
- 2011 In erster Linie, Kunstmuseums Solothurn
- 2010 Voici un dessin Suisse (1990-2010), Musée Rath, Genève
- 2009 Usages du document, Centre Culturel Suisse, Parijs
- 2008 Shifting identities, Kunsthaus, Zürich
- 2004 Fürchte Dich, Helmhaus, Zürich
- 2004 A Molecular History of Everything, Australian Centre for Contemporary Art, Melbourne
- 2003 Durchzug/Draft, Kunsthalle, Zürich

Projecten
- 2013 Melancholia I, Aubusson-wandtapijt in samenwerking met het Aubusson Tapestry Museum
- 2013 La Révolte et L'Ennui, door Bauer samengestelde tentoonstelling. FRAC Auvergne, Clermont-Ferrand
- 2013 The Architect, animatiefilm, 27 minuten, een samenwerking tussen Bauer, die het script schreef en de animatie uitvoerde, en de Franse rockband Kafka, die de muziek componeerde en speelde

Publicaties
- The Architect, kunstenaarsboek. Uitgegeven door Frac Auvergne, Alsace en Paca, 2014. ISBN 978-2-907672-17-7
- The Collector, kunstenaarsboek. Uitgegeven door Centre Culturel Suisse, Parijs, 2013. ISBN 978-2-909230-13-9
- Sacré 101 - An Exhibition Based on the Rite of Spring, catalogus. Uitgegeven door Migros Museum, 2013. ISBN 978-3-03764-368-6
- VITAMIN D2 - New perspectives in drawing, catalogus. Uitgegeven door Phaidon, Londen - New York, 2013. ISBN 978-0-7148-6528-7
- Donation Florence et Daniel Guerlain - Dessins contemporains, catalogus. Uitgegeven door Centre Pompidou, Paris, 2013. ISBN 978-2-84426-625-5
- The Beirut Experience, catalogus. Uitgegeven door attitudes, Genf. ISBN 978-29-40178-19-3
- MARC BAUER, monografische catalogus. Uitgegeven door Kehrer Verlag en Kunstmuseum St.Gallen, 2011. ISBN 978-3-868281-60-6
- STEEL, kunstenaarsboek. Uitgegeven door FRAC Auvergne, 2009 ISBN 978-2-907672-07-8
- History of masculinity, kunstenaarsboek. Uitgegeven door attitudes, Genève, 2007. ISBN 978-2-940178-11-7
- Documents, Marc Bauer: Tautology, teksten. Uitgegeven door de Rijksakademie van Beeldende Kunsten, Amsterdam, 2005
- Overthrowing the king in his own mind, catalogus. Uitgegeven door Kunstmuseum Solothurn en Revolver Editions, 2005. ISBN 978-3-865880-59-8
- Happier Healthier, kunstenaarsboek, in samenwerking met Vincent van der Marck en Store Gallery, Londen, 2004
- Across the Great Channel, kunstenaarsboek. Uitgegeven door Memory Cage editions, Zürich, 2000. ISBN 3-907053-14-1

Prijzen
- 2020, GASAG Kunstpreis 2020, Berlijn
- 2011, Prijs van de Cité Internationale de la Tapisserie et de l‘Art Tissé, Aubusson
- 2009, Prix culturel Manor, Genève
- 2006, Swiss Art Awards, Basel
- 2006, Artist residency in Beijing of the GegenwART Foundation, Bern
- 2005, Swiss Art Awards, Basel
- 2005, Swiss Institute residency, Rome
- 2001, Swiss Art Awards, Basel